# Bolingbrook
Bolingbrook – wieś w Stanach Zjednoczonych, w stanie Illinois, w hrabstwach Will i DuPage. Bolingbrook stanowi część obszaru metropolitalnego Chicago. W 2023 roku miejscowość miała 74,1 tys. mieszkańców. Znajduje się ok. 40 km na południowy–zachód od centrum Chicago.

## Ludność
Według danych pięcioletnich z 2022 roku, 38,5% mieszkańców identyfikowało się jako biali niebędący Latynosami, 27,2% było Latynosami, 17,9% to czarni lub Afroamerykanie, 13,1% Azjaci, 10,5% było rasy mieszanej i 0,7% to rdzenni Amerykanie. 21,4% mieszkańców urodziło się poza granicami Stanów Zjednoczonych.
Średni dochód gospodarstwa domowego (dane z 2022) w Bolingbrook wynosi 102 057 dolarów, zaś dochód na mieszkańca 40 369 dolarów. 7,9% mieszkańców żyje poniżej relatywnej granicy ubóstwa.

## Miasta partnerskie
- Brazzaville (Kongo)
- San Pablo (Filipiny)
- Sijalkot (Pakistan)
- Xuchang (Chiny)[4]